# 12412 Muchisachie
12412 Muchisachie eller 1995 ST4 är en asteroid i huvudbältet som upptäcktes den 20 september 1995 av de båda japanska astronomerna Kazuro Watanabe och Kin Endate vid Kitami-observatoriet. Den är uppkallad efter musikläraren Muchi Sachie.
Asteroiden har en diameter på ungefär 5 kilometer.